# Саидов, Рамзиддин Бешимович
Рамзиддин Бешимович Саидов (узб. Ramziddin Beshimovich Saidov; род. 14 апреля 1982 года, Бухара, Бухарская область, Узбекистан) — узбекский дзюдоист, выступавший в весовой категории от 81 до 100 кг. Участник XXVIII Летних Олимпийских игр и XXX Летних Олимпийских игр, чемпион Азии по дзюдо, призёр Азиатских игр и Всемирных военных игр. Судья международной категории, заслуженный спортсмен Узбекистана.

## Карьера
Начал заниматься дзюдо под руководством Рустама Тураева.
В 2004 году на Чемпионате Азии по дзюдо в Алма-Ате (Казахстан) в весовой категории до 81 кг в финале одержал победу над иранским дзюдоистом Реза Чахандаг и завоевал золотую медаль. На Летних Олимпийских играх в Афинах (Греция) в весовой категории до 81 кг в 1/32 финала проиграл белорусскому дзюдоисту Сергею Шундикову.
В 2006 году на Летних Азиатских играх в Доха (Катар) в весовой категории до 90 кг в 1/16 финала проиграл корейскому дзюдоисту Хван Хи Тхэ, который затем выиграл золотую медаль. В утешительном раунде сначала победил Юсеф Аль-Энези из Кувейта, затем индонезийского дзюдоиста Крисна Баю и наконец в борьбе за бронзовую медаль одержал победу над Хоссейн Гоми из Ирана. В 2007 году на Всемирных военных играх в Хайдарабаде (Индия) завоевал серебряную медаль.
В 2010 году на Летних Азиатских играх в Гуанчжоу (Китай) в весовой категории до 100 кг завоевал бронзовую медаль турнира. В 2011 году на Чемпионате Азии по дзюдо в Абу-Даби (ОАЭ) в весовой категории до 100 кг в финале одержал победу над корейским дзюдоистом Хван Хи Тхэ, а в 2012 году на Чемпионате Азии в Ташкенте в финале одержал победу над иранцем Джавад Маджуб.
В 2012 году на Летних Олимпийских играх в Лондоне (Великобритания) в весовой категории до 100 кг в четвертьфинале проиграл олимпийскому чемпиону монгольскому дзюдоисту Найдангийн Тувшинбаяр. В утешительном раунде сначала одержал победу над представителем Азербайджана Эльмар Гасымову, но затем в борьбе за бронзовую медаль проиграл призёру Чемпионата Европы немецкому дзюдоисту Дмитрию Петерсу.
В 2014 году на Летних Азиатских играх в Инчхоне (Республика Корея) в весовой категории до 100 кг завоевал бронзовую медаль. В 2016 году на Чемпионате Азии по дзюдо в Ташкенте в весовой категории до 100 кг завоевал бронзовую медаль.
После завершения спортивной карьеры, начал судейскую. Получил статус судьи международной категории, судил многие спортивные состязания. На Летних Олимпийских играх в 2020 году в Токио (Япония) судил дзюдо.

## Государственные награды
- Заслуженный спортсмен Узбекистана («Ўзбекистон Республикасида хизмат кўрсатган спортчи»)
- Медаль «Шухрат»
- нагрудной знак «Узбекистон белгиси»
- Орден «Дустлик»